# アトミック
アトミック（Atomic、正式な社名はAtomic Austria GmbH）は、スキー用品を製造・販売するオーストリアの企業である。
アトミックはアメアスポーツコーポレーションの子会社であるが、アメアスポーツ社は2019年に中国の安踏体育用品の子会社となっている。